# 발레로톤다
발레로톤다(이탈리아어: Vallerotonda)는 이탈리아 라치오주 프로시노네도에 위치한 코무네다.